# 交野市立郡津小学校
交野市立郡津小学校（かたのしりつ こうづ しょうがっこう）は、大阪府交野市郡津四丁目にある公立小学校。
1968年に交野小学校から分離開校した。

## 沿革
- 1968年4月 - 交野町立郡津小学校として開校
- 1971年11月 - 市制施行に伴い、交野市立郡津小学校へ改称
- 1975年4月 - 交野市立長宝寺小学校を分離

## 交通
- 京阪交野線 郡津駅 南東へ約600m。

## 通学区域
松塚・郡津1丁目～5丁目・幾野1丁目～6丁目
2025年4月から郡津1丁目1番～3番・37番～43番が長宝寺小学校校区から変更された。